# Inga lenticellata
Inga lenticellata é uma espécie vegetal da família Fabaceae.
Apenas pode ser encontrada no Brasil.